# Kostel Saint-Michel des Batignolles
Kostel Saint-Michel des Batignolles (tj. svatého Michaela v Batignolles) je katolický farní kostel v 17. obvodu v Paříži, v ulici Rue Saint-Jean. Kostel je zasvěcený svatému archandělovi Michaelovi a pojmenován po bývalé obci Batignolles.

## Historie
Výstavba kostela byla zahájena roku 1913 a byla dokončena až v roce 1938. Kostel byl postaven na křižovatce mezi Avenue de Clichy a Avenue de Saint-Ouen. Před připojením části obce Batignolles k Paříži se pozemek nacházel na hranici této bývalé obce. Ovšem dnes se kostel nachází na území administrativní čtvrtě Épinettes namísto čtvrtě Batignolles.

## Architektura
Architektem kostela je Bernard Haubold. Na špici zvonice se nachází socha archanděla, která je replikou sochy na zvonici opatství Mont-Saint-Michel sochaře Emmanuela Frémieta (třetí replika je uložená v Musée d'Orsay). Protože socha byla zasažena bleskem, byla v roce 1989 z věže sejmuta a opět instalována až v roce 2007.